# 滕王閣

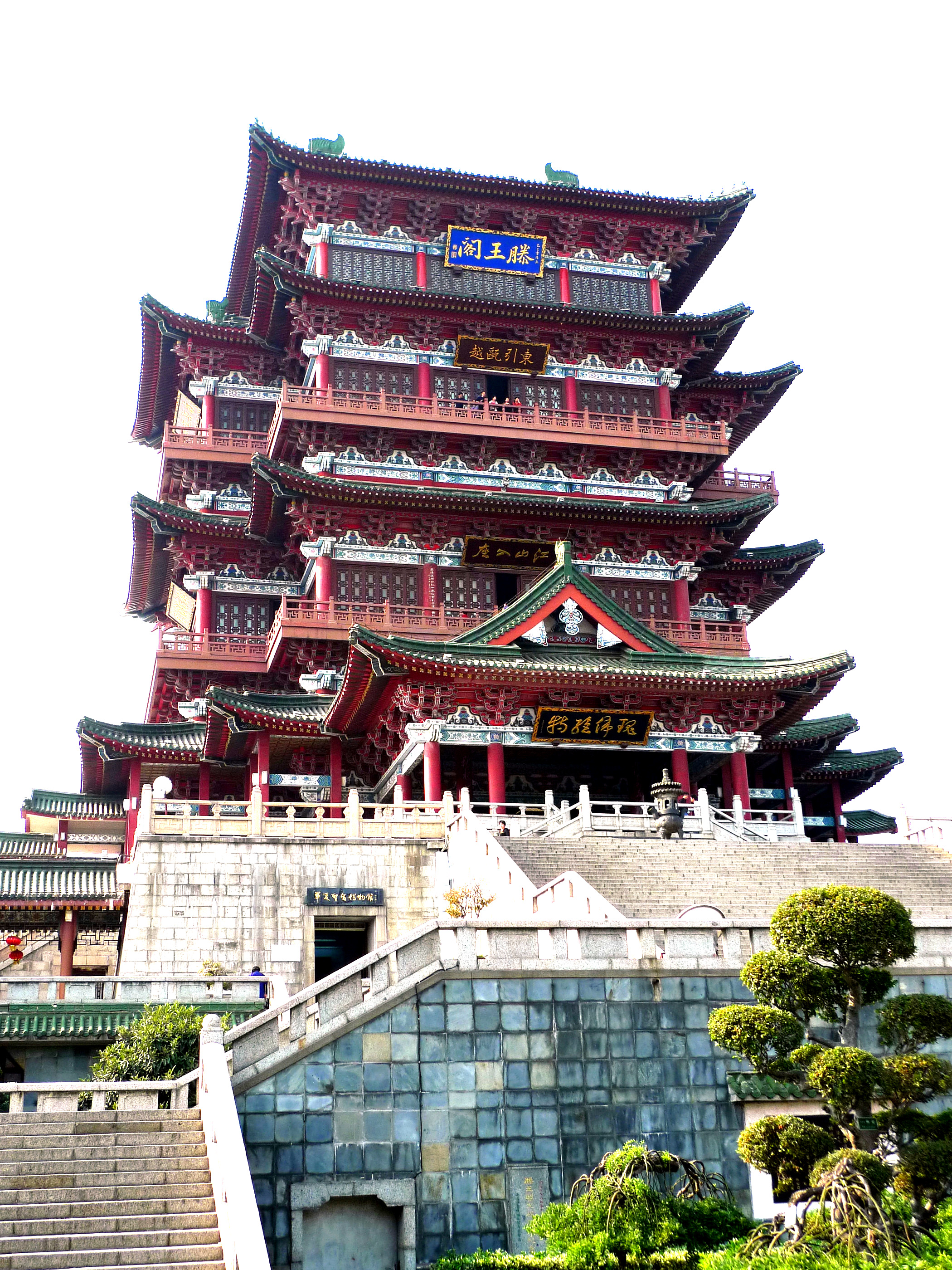
滕王閣の主楼

滕王閣（とうおうかく、拼音: Téngwáng Gé）は、中華人民共和国江西省南昌市東湖区滕王閣街道にある楼閣。岳陽の岳陽楼・武漢の黄鶴楼と並んで、江南の三大名楼とされる。中華人民共和国国家重点風景名勝区（2004年認定）、中国の5A級観光地（2018年認定）。

## 歴史
唐の永徽4年（653年）、当時洪州都督だった李元嬰（唐の高祖李淵の二十二男）によって、洪州城の西門「章江門」の北西、贛江の東岸に創建された。名前の由来は、李元嬰が滕王に封じられていたことにちなむ。
上元2年（675年）9月、唐の詩人の王勃が、当時交趾（現在のベトナムハノイ付近）に左遷された父の王福畤を見舞う途中、ここで催された宴に招かれ、名作「滕王閣序」（駢文）と「滕王閣」（七言古詩）を作ったことで名高い。
宋末元初に贛江の河道が東に移ると、閣の跡地は江中に崩れ落ち、以後は南昌城西の城壁城や章江門外に再建された。歴代に幾度も戦乱などにより焼失しているが、その都度王勃の名作が思い起こされて再建されてきた。清の同治年間に28回目の再建が行われたが、1929年に軍閥同士の戦争で破壊され再建されていなかった。現在のものは1989年に唐代の遺跡の南に再建されたもので、29回目の再建に当たる。